# Trichoconis lichenicola
Trichoconis lichenicola är en svampart som beskrevs av D. Hawksw. 1980. Trichoconis lichenicola ingår i släktet Trichoconis, divisionen sporsäcksvampar och riket svampar.   Inga underarter finns listade i Catalogue of Life.